# Oliwia Woś
Oliwia Woś (* 15. August 1999 in Olesno) ist eine polnische Fußballspielerin und seit 2017 auch A-Nationalspielerin.

## Karriere

### Vereine
In Olesno im Powiat Oleski in der Woiwodschaft Opole geboren und in Deutschland aufgewachsen, kam sie das erste Mal in Witten für den Fußballsportverein Witten mit Fußball in Berührung.
Im weiteren Verlauf spielte sie von 2014 bis 2016 für die B-Juniorinnen des VfL Bochum und kam in 34 von 36 Punktspielen in der Staffel West/Südwest der B-Juniorinnen-Bundesliga zum Einsatz, wobei sie in jeder Saison ein Tor erzielte.
Am 3. und 24. April 2016 spielte sie das erstes Mal für die erste Mannschaft. In der drittklassigen Regionalliga West wirkte sie im Punktspiel bei der 0:3-Niederlage im Heimspiel gegen den GSV Moers  und beim 3:2-Sieg im Auswärtsspiel gegen Bayer 04 Leverkusen II mit.
In der Saison 2016/17 spielte sie für die Frauenfußballmannschaft des Herforder SV. In der Gruppe Nord der seinerzeit zweigleisigen 2. Bundesliga bestritt sie 21 von 22 Saisonspielen. Ihr Debüt in der zweithöchsten Spielklasse im deutschen Frauenfußball gab sie zum Saisonstart am 28. August 2016 beim 2:2-Unentschieden im Auswärtsspiel gegen die Zweitvertretung des 1. FFC Turbine Potsdam; ihr einziges Tor gelang ihr am 19. März 2017 (14. Spieltag) bei der 1:2-Niederlage im Heimspiel gegen Blau-Weiß Hohen Neuendorf mit dem Treffer zur 1:0-Führung in der 34. Minute.
In der Folgesaison spielte sie für den Ligakonkurrenten Arminia Bielefeld – jedoch mit weniger Erfolg; Platz acht von 12 Mannschaften reichte für die Aufnahme in die eingleisige (nicht mehr in Gruppe Nord und Süd aufgeteilten Spielklasse) 2. Bundesliga nicht und ihr Verein stieg in die  drittklassige Regionalliga West ab.
Nach ihrem Abschluss am Berufskolleg Witten des Ennepe-Ruhr-Kreises (Bildungsgänge der Sekundarstufe II) 2018, begab sie sich für ein Studium in Medienwissenschaft in die Vereinigten Staaten an die Wake Forest University in Winston-Salem (North Carolina). Für das Sport-Team der Bildungseinrichtung, die Demon Deacons, bestritt sie 16 Meisterschaftsspiele in der Atlantic Coast Conference innerhalb der NCAA Division I. Ihr Studium setzte sie anschließend an der Indiana University Bloomington fort. Während ihrer von 2019 bis 2022 währenden Studienzeit spielte sie auch dort für das Sport-Team der Bildungseinrichtung. Für die Hoosiers bestritt sie 47 Meisterschaftsspiele in der Big Ten Conference innerhalb der NCAA Division I, in denen ihr ein Tor gelang.
Nach ihrem Studium fand sie in der Schweiz im FC Zürich ihren neuen Verein. Für den in der Women’s Super League spielenden Verein bestritt sie von 2022 bis 2024 38 Punktspiele (einschließlich sechs Play-off-Spiele), in denen ihr sieben Tore gelangen. In der Folgesaison bestritt sie für den Ligakonkurrenten FC Basel alle 18 Punktspiele (4 Tore) der regulären Saison sowie zwei Play-off-Spiele um die Meisterschaft.
Am 10. Juni 2025 wurde sie vom Bundesligarückkehrer 1. FC Nürnberg für die Saison 2025/26 unter Vertrag genommen.

### Nationalmannschaft
Aufgrund ihrer doppelten Staatsbürgerschaft entschied sie sich für den PZPN, den polnischen Fußballverband, um diesen international zu vertreten. Zunächst bestritt sie für die U17-Nationalmannschaft im Jahr 2016 vier Länderspiele.
In der U19-Nationalmannschaft wurde sie im Zeitraum 15. September 2016 – 11. Juni 2018 zwölfmal (jeweils sechs EM-Qualifikationsspiele der ersten und zweiten Qualifikationsrunde) eingesetzt, für die sie mit ihrem ersten Länderspieltor am 20. September 2016 beim 4:0-Sieg über die U19-Nationalmannschaft Armeniens auch ihr einziges in dieser Altersklasse erzielte.
Für die U23-Nationalmannschaft kam sie einzig am 19. Juni 2023 in Pruszków beim 2:1-Sieg im Freundschaftsländerspiel gegen die Nationalmannschaft Vietnams zum Einsatz.
Ihr A-Länderspieldebüt erfolgte am 19. Oktober 2017 in Ostróda beim 6:0-Sieg im Freundschaftsspiel gegen die Nationalmannschaft Estlands.
Erst nach etwas mehr als fünf Jahren fand sie erneut in der A-Nationalmannschaft Berücksichtigung. Am 11. November 2022 kam sie in Ostrowiec Świętokrzyski beim 6:0-Sieg im Freundschaftsspiel gegen die Nationalmannschaft Rumäniens zum Einsatz. Zwei weitere wurden gegen die Schweizer Nationalmannschaft am 24. und 27. Februar 2024 jeweils in Marbella bestritten und endeten 1:4 und 1:0.
Bei der Wettbewerbs-Premiere der Nations-League wurde sie in (den letzten) vier Spielen der Gruppe B3 eingesetzt. Anschließend standen sechs EM-Qualifikationsspiele an, die sie in der Gruppe A4 alle bestritt.
Des Weiteren wirkte sie am 29. Oktober 2024 im Rückspiel der ersten Ausschlussrunde beim 4:1-Sieg über die Nationalmannschaft Rumäniens in Danzig mit, wie auch im Hin- und Rückspiel der zweiten Ausschlussrunde am 29. November und 3. Dezember gegen die Nationalmannschaft Österreichs. Da beide Begegnungen mit 1:0 gewonnen wurden, war ihre Mannschaft das erste Mal in einem größeren internationalen Turnier vertreten. Dem Kader für die Europameisterschaft 2025 zugehörig, kam sie in allen Spielen der Gruppe C zum Einsatz; schied jedoch als Gruppendritter aus dem Turnier aus. Vor der EM kam sie am 21. und 25. Februar sowie am 4. und 8. April 2025 in den ersten vier Spielen der Gruppe B1 bei der zweiten Austragung der Nations-League zum Einsatz (2:0 vs. Nordirland in Danzig, 1:0 vs. Rumänien in Bukarest, 5:1 und 1:1 vs. Bosnien-Herzegowina in Danzig und Zenica), wie auch am 27. Juni 2025 in einem EM-Vorbereitungsspiel gegen die Nationalmannschaft der Ukraine beim 4:1-Sieg in Mielec.

## Erfolge
Nationalmannschaft
- Erste Teilnahme an einer Europameisterschaft (2025)

FC Zürich
- Schweizer Meister 2023